# Full Throttle (Six Flags Magic Mountain)
Full Throttle is een stalen lanceerachtbaan in het Amerikaanse attractiepark Six Flags Magic Mountain.
De baan werd gebouwd door het Amerikaanse Premier Rides en opende op 22 juni 2013. Full Throttle maakt gebruik van twee lanceringen die in totaal drie keer gebruikt worden. Het tweede lanceervak in de baan wordt eerst gebruikt om de achtbaantrein achteruit te lanceren en bij terugkomst van de trein versnelt het lanceervak de trein dan voorwaarts. Een bijzonder element in de achtbaan is de looping die aan twee zijden rails heeft, eenmaal wordt de looping normaal doorlopen. Later in de rit loopt de rails aan de buitenzijde van de looping en wordt deze dus gebruikt als top hat.